# Quiddelbach
Quiddelbach là một đô thị thuộc huyện Ahrweiler, trong bang Rheinland-Pfalz, phía tây nước Đức. Đô thị Quiddelbach có diện tích 4,43 km², dân số thời điểm ngày 31 tháng 12 năm 2006 là 303 người. Quiddelbach nằm trong vòng đua Nürburgring Nordschleife.